# Џон Комлос
Џон Комлос (рођен 28. децембра 1944.) је амерички економски историчар мађарског порекла и бивши шеф Катедре за економску историју Универзитета у Минхену. Током 1980-их, Комлос је био кључан у настанку антропометријске историје, проучавању утицаја економског развоја на људске биолошке исходе као што је физички раст.

## Каријера
Комлос је стекао докторат из историје 1978. и други докторират из економије 1990. на Универзитету у Чикагу, где је проучавао економску историју људског физичког раста под утицајем економског историчара Роберта Фогела. Године 1989. Комлос је ову нову дисциплину назвао „антропометријска историја“. Био је сарадник у Популационом центру Каролине на Универзитету Северне Каролине у Чапел Хилу од 1984. до 1986. године.
Комлос је такође предавао на Универзитету Харвард, Универзитету Дјук, Универзитету Северне Каролине у Чепел Хилу, Универзитету у Бечу и Економском универзитету у Бечу. До пензионисања је осамнаест година радио као професор економије и економске историје на Универзитету у Минхену. Такође је био оснивач и уредник часописа Економија и људска биологија 2003. године. Кроз овај истраживачки програм постао је економиста хуманиста схватајући да конвенционална економија не показује на адекватан начин како реална економија функционише. Од финансијске кризе 2008. године пише о актуелним економским темама из хуманистичке перспективе. Његова књига Основи реалне економије: Шта сваки студент економије треба да зна заговара „капитализам са људским лицем“. Књига је преведена на пет језика. Комлос је 2013. године изабран за члана Клиометријског друштва. Комлос је такође писао блогове за ПБС о актуелним економским темама.